# Esztergom vármegye
Esztergom vármegye (latinul: Comitatus Strigoniensis, németül: Graner Gespanschaft, szlovákul: Ostrihomská župa) közigazgatási egység volt a Magyar Királyságban. A 13. századtól 1867. április 15-ig a mindenkori esztergomi érsek volt a vármegye főispánja. Központja Esztergom volt.

## Földrajz
Esztergom vármegye a Duna mindkét partján feküdt. 1077 km²-es területével az ország legkisebb  vármegyéje volt. Északról Bars vármegye, északkeletről Hont vármegye, délkeletről Pest-Pilis-Solt-Kiskun vármegye, nyugatról pedig Komárom vármegye határolta. 
Esztergom vármegye földje a Duna bal partján többnyire 107–150 m magas termékeny lapály, melyen csak Farnad és Magyar-Szölgyén, valamint Béla és Kőhid-Gyarmat vidékén emelkednek hullámos dombok (egészen 276 m magasságig). A Duna jobb partja többnyire hegyes. A vármegye délkeleti részében a Pilis hegycsoport végső nyúlványai ágaznak szét.
Legmagasabb emelkedései, a Dobogó-kő (700 m) és a Keserűshegy (641 m) a vármegye határán vannak, s kiváló természeti szépségeket rejtenek magukban. E hegyek nyúlványai egészen a Dunáig ereszkednek, melynek völgye Esztergom és Dömös közt gyönyörű völgyszorossá válik. E hegységnek a Duna felé eső végső magaslatai az esztergomi Vaskapu (406 m) és a Zamárhegy (308 m). Lejtőiket azelőtt gazdag szőlők fedték, melyek azonban ma már tetemesen meggyérültek. A Pilis hegység ágazatait nyugat felől a Csévi völgylapály választja el a dorogi hegyektől (Gete 457 m, Henrik-magaslat 340 m), melyek gazdag széntelepeket rejtenek magukban. Azokon túl hullámos térség terül el a Gerecse hegységig, melynek legmagasabb csúcsa (Gerecse, 633 m) még a vármegye területén emelkedik. A vármegye főfolyója a Duna, mely azt nyugat-keleti irányban ketté hasítja. Bal felől a Garamot veszi fel, mely a vármegye területén a Kétyi-vízzel és a Párizsi-csatorna vizével gyarapodik. A jobb oldalról jelentékenyebb mellékvize nincs a Dunának, mocsarak azonban úgy a bal parton (Búcs és Muzsla közt), mint a jobb parton (Esztergomtól délre) kísérik a folyamot. Ásványforrások csak Esztergomban fakadnak gyógy- és ivóvízre lehűtve, 22 °C-os hévizei igen keresettek csúzos és ideges betegségekben.

## Történelem
Esztergom vármegyét Szent István király hozta létre az államalapítás és a királyi vármegyerendszer megszervezése idején Esztergom központtal.

## Lakosság

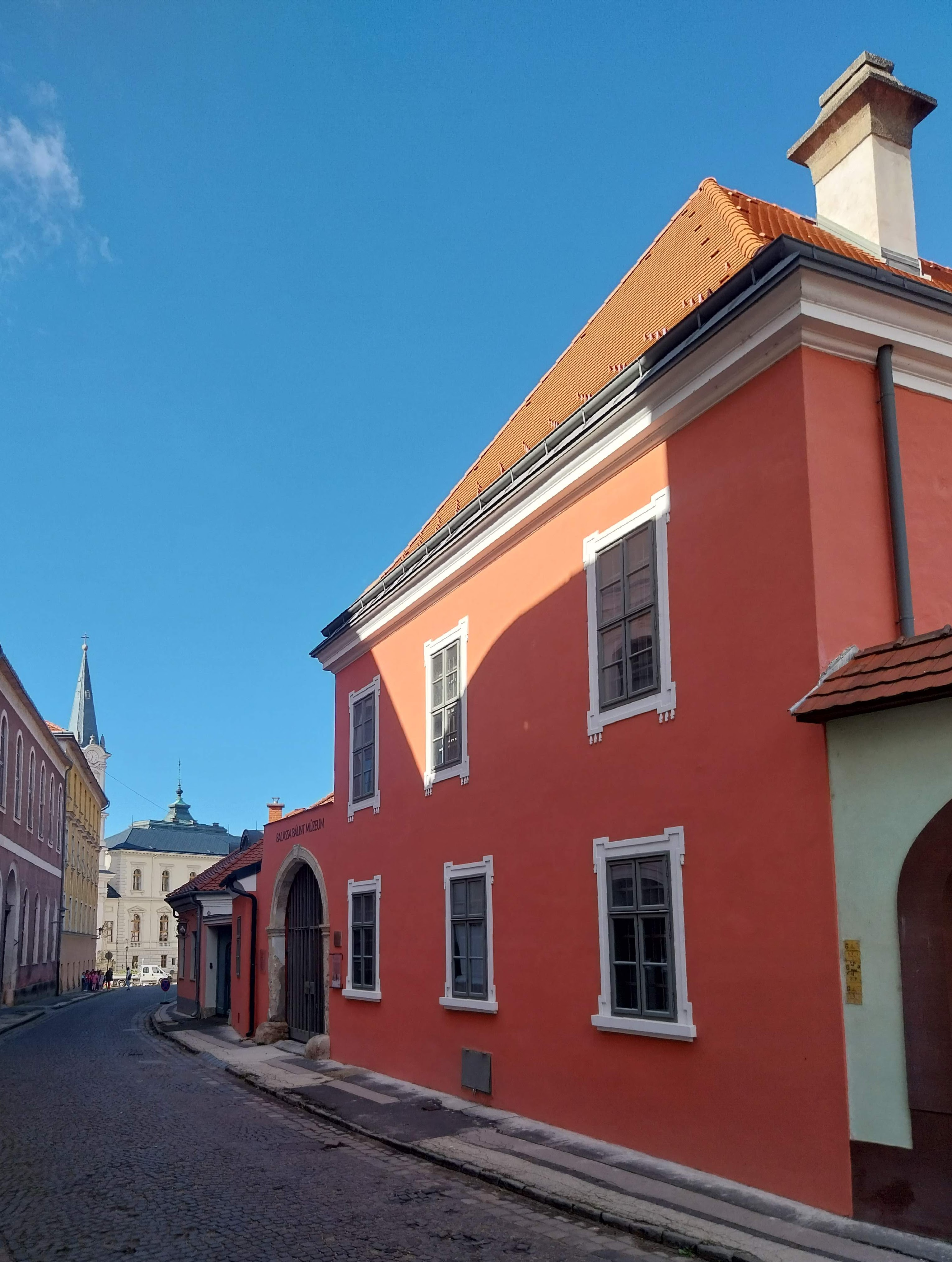
A Pázmány Péter utcai régi vármegyeháza, ma Balassa Bálint Múzeum

Lakóinak száma 1881-ben 72 166 fő, 1891-ben 78 378 fő volt. A 10 évi szaporulat 6212 fő, vagyis 8,61%, amely alapján egy km²-re 70 lélek jutott, így Esztergom a sűrűbben lakott vármegyék közé tartozott.
A lakosok közül 62 505 (79,7%) magyar, 8941 (11,4%) német és 6432 szlovák (8,2%) volt. Ebből a magyarság 10 évi szaporulata 5206 fő, vagyis 9,1%. A magyarság a Duna bal partján lakott legsűrűbben, a jobb parton  németekkel és szlovákokkal keverve.
Hitfelekezet szerint 65 677 római katolikus, 588 evangélikus, 9135 református és 2939 izraelita lakta a vármegyét, foglalkozás szerint pedig: értelmiségi 2291 (ebből 653 kereső, a többi eltartott), őstermelés 48 020 (ebből 20 096 kereső), bányászat és ipar 18 925 (ebből 7322 kereső), járadékosok 1414 (ebből 766 kereső), napszámosok 5773 (ebből 3326 kereső).
A vármegye összlakossága 1910-ben 87 651 fő volt, ebből:
- 70 997 (81%) magyar
- 9 642 (11%) német
- 7 012 (5%) tótok

## Gazdaság
A vármegye ipara leginkább a bányászatra szorítkozott. Ezenkívül említendő a lábatlani, piszkei és nyergesújfalui cementgyár, az esztergomi téglagyárak, ugyanott néhány kisebb ipartelep (vas- és rézöntő, bőrgyár, szeszgyárak), továbbá a bátorkeszi szeszfőző, a nyergesújfalui téglagyár, a párkányi keményítő- és csirizgyár.
A kereskedelem főcikkei a gabona, a bor, a szőlő és a gyümölcs, továbbá a bányák (márvány, kőszén) és gyárak (cement, szesz) terményei voltak. Ipartestület és kereskedelmi társulat csak Esztergomban állt fent. A közlekedés főere a Duna volt, melyen különösen a márványbányák termékeit szállították Budapestre, továbbá a m. k. államvasutak pozsony–budapesti vonala, melyből a vármegye területén a csatai szárnyvonal ágazik ki, végül az almás–esztergomi h. é. vasút. A vármegye területét érintő vasúti vonalak hossza 78 km volt. A gőzhajózást a Dunán a Dunagőzhajózási Társulat tartotta fenn, azonkívül Esztergomból a m. k. államvasút megállójához csavargőzös közlekedett, a Garamon élénk tutajozás folyt. A kiépített állami utak hossza 32,6 km, a törvényhatósági utaké 246,9 km volt. 1895-re készült el a Budapest–Esztergom-vasútvonal, melynek hossza 46 km és melyet a miniszter 1893. decemberben engedélyezett. A vasút 6 250 000 forintba került. Esztergom és Párkány között a Cathry vállalkozó 1895-re építette fel az állandó Mária Valéria hidat.

## Közigazgatási beosztás

### Járási beosztás
A vármegye a Duna által elválasztott két járásra oszlott, melyeknek 1886-tól volt állandó székhelye (addig a főszolgabíró mindenkori lakhelyét tekintették annak):
- Esztergomi járás, székhelye Esztergom
- Párkányi járás, székhelye 1908-ig Muzsla, azután Párkány

A trianoni békeszerződés következtében a Párkányi járás 1920-tól Csehszlovákiához tartozott, Esztergom és az Esztergomi járás pedig Komárom és Esztergom k.e.e. vármegye része lett. 1938-44 között, amikor az első bécsi döntés folytán Esztergom megye az északi részével kiegészülve ismét önállóan működött, a korábban a Párkányi járásba tartozó Kicsind a szomszédos Bars és Hont k.e.e. vármegye része lett, ahonnan 1940-ben Bajta, Garamkövesd és Leléd községekkel együtt csatolták Esztergom vármegyéhez.

### Városok
Esztergom a legrégibb szabad királyi városok közé tartozott, így kívül esett a vármegye hatáskörén. 1876-ban azonban, amikor a szabad királyi városok nagy részével együtt megszűnt önálló törvényhatóságként működni, Esztergom rendezett tanácsú várossá alakult, illetve 1930-tól a jogállás átnevezésével megyei város lett a rangja.